# Heineken N.V.
Heineken International (МФА: [ˈɦɛi̯nəkə(n)]) — міжнародна пивоварна корпорація, що розвилася з однієї броварні в Амстердамі, придбаної засновником компанії у 1864 році.
На сьогодні об'єднує 115 пивоварень у 65 країнах світу. Щорічно виробляється близько 1,4 мільярдів декалітрів пива понад 170 торговельних марок, що належать корпорації.
Heineken International є третім найбільшим виробником пива у світі (після Anheuser-Busch InBev та SABMiller).

## Історія
Історія Heineken почалася 15 лютого 1864 р., коли 22-річний Герард Адріян Гейнекен купив пивоварню «Стіг сіна» в центрі Амстердама. У той час це була найбільша з 69 пивоварень у межах міста.

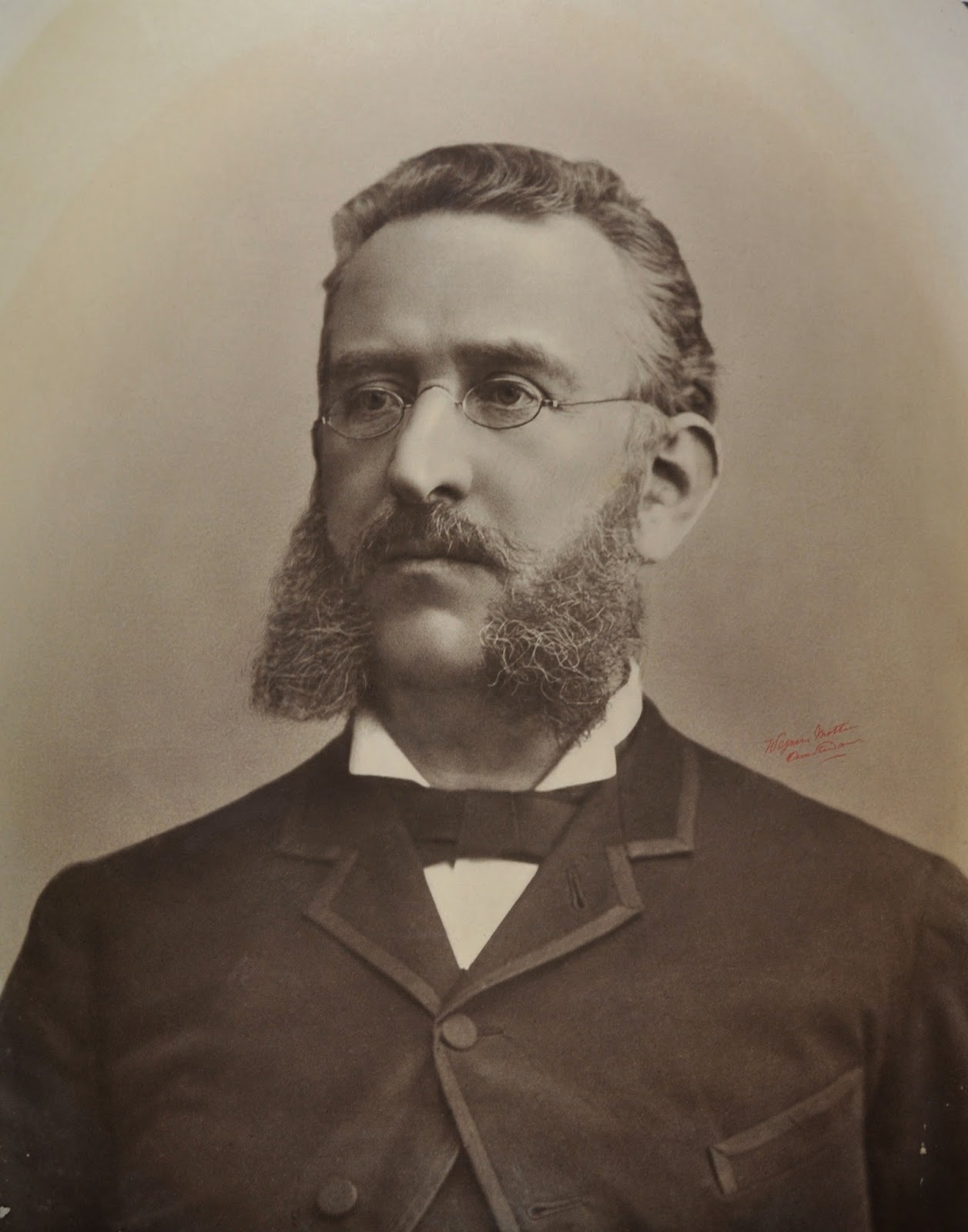
Герард Адріян Гейнекен

Герард із самого початку встановив нові стандарти. Коли вирішив перейти з голландського сорту пива, що називалося «робітниче пиво», на нове, баварське «пиво джентльменів». Унаслідок продажі дуже зросли, що призвело до негараздів із дистриб'юцією. Тому в 1867 р. було побудовано нову пивоварню на околиці Амстердама. А в 1873 році стартувало нове підприємство — Heineken's Bierbrouwerij Maatschappij N.V. У тому таки році пивоварні потужності вирішено було збільшити знову: другу пивоварню Heineken було збудовано в Роттердамі.
У 1869 Герард Гейнекен призначив німця Вільгельма Фельтмана головним пивоваром, а сам почав займатися пошуком сировини високої якості. У своїй лабораторії, інноваційній для пивоварень того часу, Герард постійно перевіряв якість сировини та готових виробів. У 1886 учень Луї Пастера, доктор Еліон, отримав від компанії завдання вивести знаменитий нині сорт дріжджів Heineken А. Ці дріжджі й тепер — неповторна й найважливіша складова частина, що надає пиву Heineken особливого смаку. Дріжджі «Heineken А» — єдиний інгредієнт, що не можуть відтворити або купити інші виробники пива.
Діяльность Герарда Гейнекена було нагороджено почесною золотою медаллю, якою нагородили пивоварню на Всесвітній паризькій виставці в 1889.
Коли Герард помер у 1893, його пивоварня вже була однією з найбільших у Нідерландах, з обсягами продажів близько 200 000 гектолітрів на рік (звичайна пивоварня продавала тоді близько 3 000 гектолітрів).
В кінці минулого сторіччя конкуренція дуже зросла, але Heineken діяв успішно по-перше, через традиційно міцний зв'язок компанії з клієнтами, а по-друге, через великі фінансові ресурси. Після довгих роздумів було вирішено знизити ціну пива та вкласти великі гроші в готельно-ресторанний бізнес, щоб й надалі зміцнювати свої позиції.
Генрі-П'єр, що вивчав хімію, поставив перед собою мету довершити мистецтво пивоваріння. Він витратив багато сил, часу й грошей на дослідження в цій області. Інша його особливість була турбота про своїх робітників. Він перший у Нідерландах заснував пенсійний фонд для робітників пивоварні, у яких він бачив перш за все людей. Будучи певний, що пошана до особи відображається на результаті, він дуже піклувався про добробут і умовах праці персоналу. За це він навіть дістав прізвисько «червоний пивовар», що в ті часи зовсім не звучало як комплімент.
Роки другої світової війни призвели до стагнації для Heineken. Проте ще тоді керівництво Heineken стало замислюватися про післявоєнне майбутнє компанії. Було вирішено, що компанії Heineken потрібно розвивати експортну діяльність і далі зміцнювати свої позиції в секторі магазинів, бо в секторі готелів, питних закладів та громадського харчування перспективи були несприятливі через загрозу законодавчих обмежень і змін щодо закупівель пива з боку покупців.
Думку про те, що продажі Heineken у роздрібній торгівлі зростуть, висловив Алфред Генрі Гейнекен. А. Гейнекен прийшов до компанії в 1942. Від 1951 до 1964 р. він був член наглядової ради. Від 1964 до 1969 р. він був член виконавчої ради директорів і його голова з 1971 по 1989 р. Потім, досягнувши пенсійного віку в 1995 р., він був головою та делегованим членом наглядової ради Heineken N.V.
У кінці 1940-х рр. А. Гейнекен провів кілька років у США та вивчав там продажі пива. Він познайомився з системою супермаркетів у США й побачив, який дається вплив має реклама. Повернувшись до Нідерландів, А. Гейнекен сам прибив на двері свого офісу табличку «Відділ реклами».
Післявоєнний спад на європейському ринку пива стимулював розвиток експорту за межі Європи. Проте було замало варити хороше пиво: його потрібно було добре продавати. У 1951 р. було засновано відділ продажів. Таким чином, ще в 1950-х компанія Heineken перейшла від орієнтації на виробництво до орієнтації на ринок. І це призвело до успіху компанії.
Ряд змін на ринку пива в 1960-х роках (входження на ринок Нідерландів сильних конкурентів з-за кордону) зумовив вжиття заходів: у 1968 р. Heineken злився з Amstel — другою найбільшою пивною компанією Нідерландів. Це виявилося дуже вдалим рішенням, бо внаслідок нього відбулося зниження конкуренції на ринку країни.
Проте не було забуто й експорт. У 1950-х обсяги пива, що експортувалися з країни, помітно зросли (з 205,000 гектолітрів в 1950-51 рр до його подвоєння через три роки). Дві пивоварні — в Роттердамі й Амстердамі — не могли вже задовольнити відповідного попиту.
Було вирішено побудувати ще одну пивоварню на півдні Нідерландів. Виробництво там почалося в 1958 р. На початку 1960-х експорт став падати внаслідок обмежень на імпорт в західноафриканських країнах. Відбулося зниження обсягу продажів у цьому регіоні. Проте вже через кілька років становище компанії поліпшилось через зростання експорту до США, Франції та Швеції.
У 1950-х-1960-х роках Heineken зосередився на тих ринках, де можна було досить легко досягти успіху. Розвиток на складних ринках Європи тимчасово був припинений. Тільки в 1970-х і 1980-х, захопивши «легкі» ринки, Heineken повернувся на ринок Європи та придбав ряд міноритарних пакетів акцій та окремих пивоварень в багатьох країнах.
Завдяки своєму прагненню зміцнювати міжнародні позиції марки Heineken було розроблено схему освоєння нових ринків, використовуючи експорт, ліцензування та пайову участь.
Позиція Heineken у США — ще один приклад гнучкої поведінки на ринку. З погляду позиціонування марки ключову роль грає європейська спадщина Heineken. Тому Heineken ніколи не виробляли в США, а завжди експортували з Нідерландів.
Коли Алфред Гейнекен був головою ради директорів, було постановлено задачу побудувати пивоварню в Зутервавді, що знаходиться між Роттердамом і Амстердамом. Ця пивоварня, що була найсучаснішою в Європі, почала виробництво в 1975 р. Тепер потужність пивоварні становить 8 млн гектолітрів на рік. У 1996 почали розширювати виробничі потужності, для забезпечення зростання експорту, також на ній варять пиво й для внутрішнього ринку.
Колишні пивоварні в Амстердамі й Роттердамі було закрито відповідно в 1988 й 1970-х. Амстердамську будівлю перетворено на музей Heineken, а в Роттердамі з червня 1997 р. перебуває відділ перевезень Heineken Export.
Heineken також належить лідер грецького ринку пива за обсягами виробництва Athenian Brewery.
З 2002 року є власником єгипетської компанії Al-Ahram Beverage Company.
Влітку 2023 року, нідерландський пивоварний концерн Heineken продав свої активи у Росії виробнику парфумерно-косметичної та господарсько-побутової продукції - групі "Арнест" (продукція під маркою Heineken не випускається в Росії з 2022 року).

## Бренди
- Скопско (пиво)